# Stanisław Kączkowski

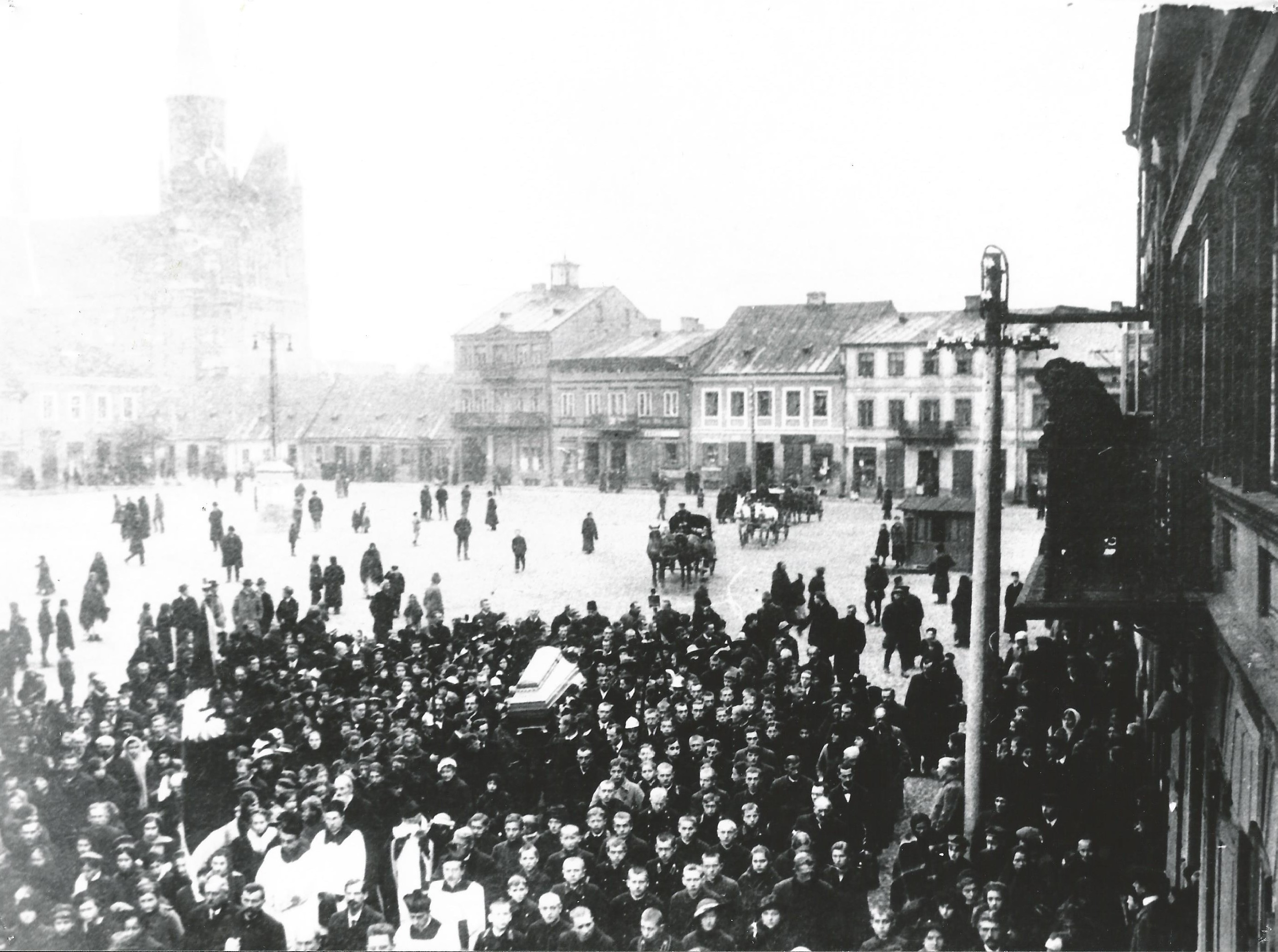
Pogrzeb Stanisława Kączkowskiego

Stanisław Kączkowski (ur. 1891 w Niżnym Nowogrodzie, zm. 11 listopada 1918 w Turku) – polski nauczyciel, działacz harcerski i niepodległościowy. 

## Życiorys
Syn Stanisława Jana, urzędnika, i Wandy z Rajewskich.
Szkołę średnią ukończył w Rosji, tam też podjął studia. Następnie przeniósł się na studia do Krakowa. Podczas pobytu w Krakowie wstąpił do Związku Strzeleckiego, z wyróżnieniem ukończył kursie oficerskim w Stróży. Używał pseudonimu „Niemrycz”. Po ukończeniu studiów zamieszkał w Łodzi, gdzie jego ojciec pracował jako urzędnik. W Łodzi został działaczem Towarzystwa Gimnastycznego „Sokół”, po wybuchu I wojny światowej zorganizował w Łodzi tajną szkołę podoficerską, zostając jej kierownikiem. Był również jednym z członków łódzkiej Straży Obywatelskiej.
W 1915 roku przeniósł się do Turku, gdzie podjął pracę jako nauczyciel w Progimnazjum Męskim w Turku. W Turku został opiekunem pierwszej, konspiracyjnej drużyny skautowej. W 1916 roku z jego inicjatywy powstało konspiracyjne Koło Przyjaciół Harcerstwa, działające pod nazwą „Rada Opiekuńcza” i „Patronat”. Organizacja zajmowała się wsparciem materialnym skautów w mieście, w ramach organizacji współpracował m.in. z Tomiłą Składkowską. 8 lipca 1916 roku drużyna stała się częścią Organizacji Skautowej, a w 1918 roku Związku Harcerstwa Polskiego, drużyna liczyła 120 członków. Zajmował się także działalnością patriotyczną, w 1916 organizował obchody rocznicy uchwalenia Konstytucji 3 maja, a w 1918 roku rocznicy śmierci Jana Henryka Dąbrowskiego. W 1918 roku brał udział w protestach przeciwko postanowieniom traktatu brzeskiego. Był działaczem Towarzystwa Muzyczno-Dramatycznego „Lutnia” w Turku, występował jako aktor w amatorskich przedstawieniach teatralnych.
W listopadzie 1918 roku brał udział w utworzeniu w Turku Straży Obwatelskiej. 10 listopada 1918 roku w budynku gimnazjum zorganizował alarmową zbiórkę skautów, podczas której zmobilizował ich do wzięcia udziału w rozbrajaniu żołnierzy niemieckich stacjonujących w mieście. 11 listopada udał się wraz z drużyna skautową pod budynek poczty, gdzie stacjonował liczący oddział armii niemieckiej. Zginął w wyniku salwy oddanej przez żołnierzy niemieckich do tłumu. 
Jego pogrzeb odbył się 13 listopada 1918 roku, przerodził się on w manifestację patriotyczną. Został pochowany na nowym cmentarzu parafialnym w Turku, w 1938 roku z inicjatywy Towarzystwa Gimnastycznego „Sokół” odsłonięto na jego grobie pomnik, został on jednak zniszczony podczas okupacji niemieckiej.

## Upamiętnienie
Od 1928 roku jest patronem ulicy w Turku. Poświęcone mu tablice pamiątkowe znajdują się w kościele Najświętszego Serca Pana Jezusa oraz na budynku poczty w Turku.
W 1938 roku został pośmiertnie odznaczony Krzyżem Niepodległości.